# V502 Геркулеса
V502 Геркулеса (лат. V502 Herculis) — двойная затменная переменная звезда типа W Большой Медведицы (EW) в созвездии Геркулеса на расстоянии приблизительно 2460 световых лет (около 754 парсек) от Солнца. Видимая звёздная величина звезды — от +13,7m до +12,8m. Орбитальный период — около 0,3693 суток (8,8626 часа).
Открыта Куно Хофмейстером в 1949 году**.

## Характеристики
Первый компонент — жёлто-белая звезда спектрального класса F5*. Масса — около 1,32 солнечной, радиус — около 1,27 солнечного, светимость — около 2,03 солнечной. Эффективная температура — около 6153 K.
Второй компонент — жёлто-белая звезда спектрального класса F. Масса — около 0,35 солнечной, радиус — около 0,69 солнечного, светимость — около 0,47 солнечной. Эффективная температура — около 6143 K.